# Bobory Béla
Bobory Béla (Székesfehérvár, 1942 – Székesfehérvár, 2013. július 4.) labdarúgó, fedezet.

## Pályafutása
A székesfehérvári Petőfi csapatában kezdte a labdarúgást. 16 évesen igazolt a VT Vasashoz. Sorkatonai szolgálata alatt 1963 és 1965 között Kaposváron játszott. 1966-ban visszatért Fehérvárra. Tagja volt az 1967-es idényben az első osztályú szereplést először kiharcoló csapatnak. Az élvonalban 28 alkalommal szerepelt. 27 évesen visszavonult és az Ikarus, majd a Közép-Dunántúli Vízügyi Igazgatóságnál dolgozott. A labdarúgástól sem szakadt el. Utánpótlás-edzőként, játékos-megfigyelőként és az öregfiúk-csapat vezetőjeként további négy évtizeden át szolgált a Videoton együttesénél.

## Sikerei, díjai
- NB I/B
  - bajnok: 1969
  - 2.: 1967